# Сдерот
Сдерот (хебр. שְׂדֵרוֹת, арап. سديروت) град је у Јужном округу на западу Израела. Налази се на западном делу пустиње Негев и око 840 метара од Газе. Према попису из 2021. било је 30.553 становника.